# Marcin Kobierski (aktor)
Marcin Kobierski (ur. 1976 w Krakowie) – polski aktor telewizyjny i teatralny.

## Życiorys
W 2000 roku ukończył Państwową Wyższą Szkołę Teatralną w Krakowie. Dyplom ten uzyskał spektaklami „Letnicy” (opieka pedagogiczna Krystiana Lupy) i „Czekając na orkiestrę” (reż. M. Grąbka). Tuż po studiach zaangażowany do Teatru Bagatela, zadebiutował tu rolą Siwarda w „Makbecie” (reż. W. Śmigasiewicz). Swobodnie odnajduje się w różnorodnym repertuarze od klasyki po musicale i dramaturgię współczesną. Współpracując z Grupą Rafała Kmity, występuje w Teatrze STU; ma w dorobku również rolę Koziołka Matołka. Pomaga przy młodzieżowych przedstawieniach amatorskich. Lubi podróżować i czytać książki.

## Nagrody
- 2003: Stypendium artystyczne Miasta Krakowa.

## Spektakle teatralne
- 2021: Rewizor (Piotr Bobczyński), reż. M. Grabowski
- 2019: Życie jest snem (Clarín), reż. G. Varnas
- 2018: Kotka na gorącym blaszanym dachu(Gooper), reż. D. Starczewski
- 2016: Jutro też jest dzień pełen miłości, reż. K. Pieńkos i Maciej Sajur
- 2016: Najdroższy(Maurin), reż. G. Castellanos
- 2015: Poskromienie złośnicy(Biondello), reż. M. Kotański
- 2014: Mefisto (Dziennikarz; Kabaret; Bojówki), reż. M. Kotański
- 2013: V.I.P. (Adam), reż. M. Bogajewska
- 2013: Carmen. Bella Donna (Bernie), reż. P. Pitera
- 2012: Sprzedawcy gumek (Szmuel Sprol), reż. A. Korytkowska-Mazur
- 2011: Oblężenie (Chłopak), reż. M. Bogajewska
- 2011: Genomgnom (Borys), reż. D. Starczewski
- 2011: Barbelo, o psach i dzieciach, reż. M. Bogajewska
- 2011: Tango (Siostrzeniec), reż. P. Waligórski
- 2009: Dwa razy tak, reż. K. Szymczyk-Majchrzak
- 2008: Proces (Student), reż. W. Śmigasiewicz
- 2008: Koziołek Matołek (Koziołek Matołek), reż. A. Dziurman
- 2007: Zbrodnia i kara (Sekretarz), reż. W. Śmigasiewicz
- 2007: Wielki dzień (Joe), reż. A. Majczak
- 2006: Szalone nożyczki(Michał Tomasiak), reż. M. Sławiński
- 2006: Wesele by Czechow (Epaminondas Aplombow), reż. A. Domalik
- 2005: Mayday 2 (Gavin Smith), reż. M. Sławiński
- 2005: Aj waj! Czyli historie z cynamonem, reż. R. Kmita
- 2005: Testosteron (Tretyn), reż. P. Urbaniak
- 2004: Nienasyceni, czyli mowy żałobne z Witkacym w tle, reż. W. Saniewski
- 2004: Sztukmistrz z Lublina (Szames), reż. J. Szurmiej
- 2004: Pies, kobieta, mężczyzna (Pies), reż. A. Majczak
- 2003: Hulajgęba (Kołek; Chłop), reż. W. Śmigasiewicz
- 2003: Skrzypek na dachu (Motł), reż. J. Szurmiej
- 2002: Ca-sting, reż. R. Kmita
- 2002: Rewizor (Służący), reż. M. Sobociński
- 2001: Absolwent (Benjamin Braddock), reż. P. Łazarkiewicz
- 2000: Sceny z nowego świata (Brian), reż. T. Obara
- 2000: Stosunki na szczycie (Simon Prout), reż. J. Szydłowski
- 2000: Makbet (Siward), reż. W. Śmigasiewicz
- 2000: Czekając na orkiestre, reż. M. Grąbka
- 2000: Letnicy (Piotr Iwanowicz Susłow), reż. studenci WRD PWST
- 1999: Tajemniczy ogród (Ben), reż. J. Szydłowski (od 2014/15)
- 1998: Bici biją (Tadeusz), reż. I. Dowlasz
- 1998: Fotel, reż. M. Stebnicka
- 1998: Samobójca (Głuchoniemy), reż. J. Trela

## Filmografia
- 1993: Lista Schindlera
- 2000: Słoneczna włócznia – aspirant Robert (odc. 2,4,5,7,10)
- 2001: Klinika pod wywrwigroszem – student (odc. 5)
- 2001–2002: Graczykowie, czyli Buła i spóła – Waldek, syn „Buły”
- 2003: Bao-Bab, czyli zielono mi – Pysio", narzeczony „Bjuti” (odc. 10)
- 2004–2021: Pierwsza miłość – Ryszard Walczak, student socjologii, pracownik firmy sprzątającej "Ramzes"
- 2007: Świat według Kiepskich – redaktor Bączek
- 2008: Jak żyć? – klaun
- 2009–2010: Majka – agent ubezpieczeniowy
- 2012: Polski film – dramaturg Grzywa
- 2016: Gówno pod teatrem – strażnik miejski
- 2016: Bóg w Krakowie – Paolo
- 2017: Belfer – Krzysztof, oficer CBŚ (odc. 3–8)
- 2019: Pasjonaci – sędzia (odc. 2)
- 2020: Każdy ma swoje lato – ksiądz Jacek